# Тонґсінґ Таммавонґ
Тонґсінґ Таммавонґ (лаос. ທອງສິງ ທຳມະວົງ; нар. 12 квітня 1944) — лаоський державний і політичний діяч, двадцять перший прем'єр-міністр Лаосу.

## Біографія
Народився у провінції Хуапхан. Здобув вищу освіту в галузі управління та політичних наук. 1959 року долучився до руху Патет Лао, пізніше став членом Народно-революційної партії Лаосу.
Від 1963 до 1979 року працював учителем, заступником директора школи, керівником районного управління освіти, потім — директором середньої школи. Пізніше також був заступником генерального директора департаменту навчання персоналу міністерства освіти Лаосу.
Від 1982 до 1988 року обіймав посаду голови Комітету з друку, газет і радіо, а також заступника директора спільного відділу пропаганди й освіти Центрального комітету партії та міністерства культури. 1989 року очолив Верховні народні збори, які 1991 року після конституційної реформи було переформовано на Національні збори. Окрім того, від початку 1990-их років Тонґсінґ Таммавонґ є членом Політбюро Народно-революційної партії. Від 2002 до 2006 року обіймав посаду мера В'єнтьяна. 8 червня 2006 року знову був обраний головою Національних зборів.
23 грудня 2010 року після несподіваного виходу у відставку Буасона Бупхаванха Таммавонґ очолив уряд Лаоської Народно-Демократичної Республіки. Його кандидатуру того ж дня одностайно схвалили всі 101 член парламенту. Вийшов у відставку в квітні 2016 року, після чого уряд очолив Тонлун Сісуліт.